# 미스터와이브스
미스터와이브스(MisterWives)는 미국 뉴욕 출신 팝 밴드이다. 2015년 1월, 데뷔 앨범 Our Own House를 발매했다.

## 음반 목록
- Our Own House (2015)
- Connect the Dots (2017)